# AmigaOS
AmigaOS ist ein Betriebssystem, das ursprünglich für die Amiga-Computer der Firma Commodore entwickelt wurde. Es wurde 1985 erstmals mit dem Amiga 1000 veröffentlicht und zeichnete sich durch eine fortschrittliche Architektur aus, die Multitasking, eine grafische Benutzeroberfläche (GUI) und erweiterte Audio- und Video-Funktionen unterstützte. Diese Merkmale machten AmigaOS besonders in den Bereichen Multimedia, Grafik- und Videobearbeitung sowie Computerspiele populär.
Das Betriebssystem war eines der ersten, das auf Heimcomputern echtes Multitasking und 32-Bit-Grafik in Verbindung mit leistungsstarker Audiounterstützung ermöglichte. Diese innovativen Funktionen setzten Maßstäbe für die Entwicklung von Betriebssystemen in der Personal-Computer-Industrie.
Nach dem Rückzug von Commodore aus dem Computer-Markt 1994 wurde AmigaOS von verschiedenen Unternehmen weiterentwickelt, darunter Hyperion Entertainment, welches das Betriebssystem heute pflegt. Trotz des endenden kommerziellen Erfolgs der Amiga-Computer hat AmigaOS eine treue Anhängerschaft und ist nach wie vor ein bedeutendes Thema innerhalb der Retro-Computing-Community.

## Geschichte

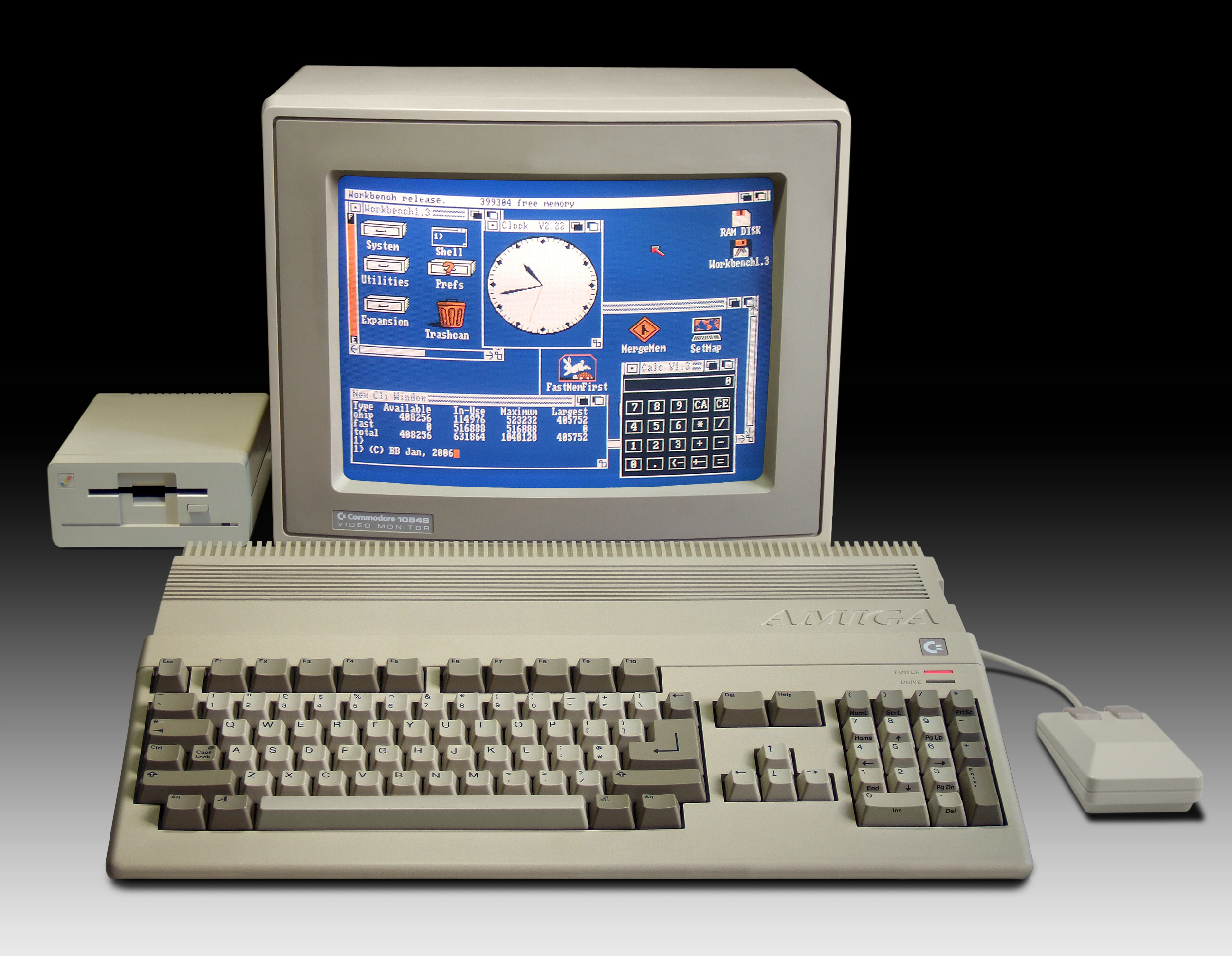
AmigaOS 1.3 auf einem Amiga 500

### Frühe Entwicklung und erste Versionen (1982–1985)
AmigaOS wurde in den frühen 1980er-Jahren von der Firma Amiga entwickelt. Die Arbeiten begannen 1982, und das Betriebssystem sollte eine moderne Architektur bieten, die Multitasking, grafische Benutzeroberflächen und mehr benutzerfreundliche Features ermöglichte. Die grundlegenden Komponenten von AmigaOS, insbesondere AmigaDOS und Teile des Kickstart, basieren auf dem Multiuser-Betriebssystem TRIPOS der Firma MetaComCo, das in der Programmiersprache BCPL geschrieben wurde.
AmigaOS 1.0 wurde 1985 fertiggestellt, nachdem Amiga von Commodore übernommen worden war. Diese erste Version bildete die Grundlage für alle späteren Entwicklungen und setzte den Standard für viele Technologien, die zu dieser Zeit noch in den Kinderschuhen steckten, wie etwa die grafische Benutzeroberfläche und das Multitasking.

### AmigaOS unter Commodore (1985–1994)
Nach der Übernahme von Amiga durch Commodore im Jahr 1985 wurde die Entwicklung des Betriebssystems fortgeführt. Commodore veröffentlichte 1986 AmigaOS 1.2 und 1987 die Version 1.3, die insbesondere Stabilitäts- und Kompatibilitätsverbesserungen mit sich brachte.
Mit der Veröffentlichung von AmigaOS 2.0 im Jahr 1990, das zahlreiche Verbesserungen in der Benutzeroberfläche, bessere Multitasking-Funktionalität und Unterstützung für das Amiga 3000-Modell brachte, machte AmigaOS einen großen Sprung. Version 3.0 folgte 1992 und beinhaltete zusätzliche Funktionen und Support für die neue Amiga 1200- und Amiga 4000-Hardware. AmigaOS 3.1 wurde 1994 veröffentlicht und stellte die endgültige Version von AmigaOS unter Commodore dar, bevor das Unternehmen 1994 Insolvenz anmeldete.

### Übernahme durch Haage & Partner und erste Erweiterungen (1994–2000)
Nach der Insolvenz von Commodore übernahm Amiga Inc. die Rechte an der Marke Amiga und entschied sich, AmigaOS zu modernisieren. Die deutsche Firma Haage & Partner erhielt die Lizenz, AmigaOS weiterzuentwickeln und veröffentlichte 1999 AmigaOS 3.5. Diese Version brachte eine verbesserte Unterstützung für moderne Hardware, verbesserte Systemfunktionen und eine Reihe neuer Features. Für Diskussionen sorgte jedoch die Aufgabe der Abwärtskompatibilität. So war die Mindestanforderung ein 68020-Prozessor. Es folgten eine Reihe weiterer Updates, auch bekannt als BoingBag-Releases 1 (Dezember 1999), 2 und 2a (beide Januar 2001).
Besonders hervorzuheben ist die Einführung von WarpOS, einer Softwarelösung, die es ermöglichte, klassische 68k-Programme auf PowerPC-Hardware auszuführen. Diese Lösung stieß auf Kontroversen, da sie nicht mit der konkurrierenden PowerUp-Software kompatibel war, was zu Spannungen innerhalb der Amiga-Community führte.
Im Dezember 2000 veröffentlichte Haage & Partner AmigaOS 3.9, das viele der Funktionen von 3.5 weiterführte und die Benutzeroberfläche sowie Systemleistung verbesserte. Mit dieser Version wurde AmigaOS zu einer modernen Plattform, die mit neuen Dateiformaten wie AVI und MP3 kompatibel war. Außerdem erhielt es Unterstützung für Festplatten >4 GB. Die Markteinführung von AmigaOS 3.9 kam überraschend, da es zunächst hieß, dass OS 3.5 das letzte offizielle Version für den Classic Amiga sein würde. Um aber ein weiteres Zusammenbrechen des Amiga-Marktes zu verhindern, wurde die Version 3.9 veröffentlicht.

### Hyperion Entertainment und die PowerPC-Ära (2001–2007)
Im Jahr 2001 ging die Entwicklung von AmigaOS in die Hände des belgischen Unternehmens Hyperion Entertainment über, nachdem die Lizenz von Amiga Inc. an Haage & Partner zurückgezogen worden war. Im selben Jahr begann Hyperion mit der Entwicklung von AmigaOS 4.0, einer Version des Betriebssystems, die exklusiv für die PowerPC-Architektur optimiert war. Dies stellte einen deutlichen Bruch zu den vorherigen 68k-Versionen dar, die auf den klassischen Motorola 68000-Prozessoren liefen. Programme für klassische 68k-Amiga-Systeme konnten jedoch auch weiterhin in einer Emulation des 68k-Prozessors ausgeführt werden (je nach Kompatibilität auch unter Einsatz eines JIT-Compilers).
AmigaOS 4.0 wurde zuerst auf der AmigaOne-Plattform von „Eyetech“ ausgeliefert. In den Jahren 2007 und 2008 folgten Versionen von AmigaOS 4.1, die die AmigaOne-Plattform, die SAM440-Mainboards von „ACUBE Systems“, die Pegasos-II-Boards und die PowerPC-Erweiterungskarten für klassische Amiga-Modelle vollständig unterstützten. Zu den wichtigsten Neuerungen gehörte eine modernisierte Benutzeroberfläche.

### AmigaOS 4.1 und spätere Entwicklungen (2007–2023)
Mit der Veröffentlichung von AmigaOS 4.1 Final Edition im Dezember 2014 präsentierte Hyperion eine stabile und voll funktionsfähige Version des Betriebssystems für verschiedene PowerPC-basierte Amiga- und AmigaOne-Modelle sowie den Pegasos 2. Diese Version beinhaltete weitere Verbesserungen in der Benutzeroberfläche sowie erweiterte Hardware-Unterstützung.
Im Oktober 2022 wurde ein aktualisiertes Software Development Kit (SDK) für AmigaOS 4.1 veröffentlicht, das Entwicklern neue Möglichkeiten zur Erstellung von Software für die AmigaOS-Plattform bot. Dennoch blieb das Betriebssystem eine Nischenlösung, die von einer kleinen, aber engagierten Nutzergruppe verwendet wurde, die über PowerPC-Hardware verfügte.

### AmigaOS 3.x Weiterentwicklungen und Neuauflagen (2000–2025)

AmigaOS 3.2 (2021)

Die Entwicklung von AmigaOS 3.x wurde trotz der Fokussierung auf PowerPC-Versionen nicht eingestellt. So begann Hyperion Entertainment aus urheberrechtlichen Gründen auf Basis der letzten Commodore-Version AmigaOS 3.1 neue Updates zu entwickeln. Diese neueren Versionen von AmigaOS 3.x führten neue Funktionen und Fehlerbehebungen ein, ohne die grundlegende 68k-Architektur zu verlassen.
Im Dezember 2015 wurde der Quelltext von Bestandteilen aus AmigaOS 3.1 (speziell Kickstart und Workbench) im Internet geleakt, was vom Lizenznehmer Hyperion Entertainment offiziell bestätigt wurde.
Die erste bedeutende Veröffentlichung war AmigaOS 3.1.4 im Jahr 2018, die ursprünglich als Bugfix-Release gedacht war, aber weit mehr Änderungen und Verbesserungen brachte als ursprünglich erwartet. AmigaOS 3.1.4 modernisierte viele Systemkomponenten und behob Probleme, die über die Jahre hinweg aufgetreten waren.
Darauf folgten AmigaOS 3.2 (2021) sowie AmigaOS 3.2.1 und 3.2.2 (2021–2023), die kontinuierlich neue Features und Korrekturen einführten, die die Nutzung auf klassischer Hardware verbesserten und das System langfristig relevant hielten. AmigaOS 3.2.3 erschien im April 2025. Es umfasst mindestens 50 Bugfixes, Updates für das GUI-Toolkit Reaction und den Texteditor sowie eine Performance-Optimierung: Amiga OS 3.2.3 soll künftig 12 KiB weniger RAM belegen.

### Software-Highlights und Bedeutung von AmigaOS in der Softwareentwicklung
Neben seiner Rolle als Betriebssystem für Amiga-Computer spielte AmigaOS auch eine zentrale Rolle in der Entwicklung von Software für die Medienproduktion und den Bereich der Grafik- und Multimedia-Anwendungen. Besonders in den späten 1980er- und frühen 1990er-Jahren war AmigaOS eine bedeutende Plattform für viele Softwareprojekte, die später auch auf anderen Plattformen wie Windows und macOS erfolgreich wurden.
Einige der bekanntesten Softwareprodukte, die ihre Wurzeln in der Amiga-Ära haben, sind:
- Imagine – eine der ersten 3D-Grafikanwendungen, die es ermöglichte, fotorealistische Darstellungen auf einem Amiga zu erstellen.
- Cinema 4D – ursprünglich für AmigaOS entwickelt und später auf Windows und macOS portiert.
- LightWave 3D von NewTek, das in der TV- und Filmindustrie, etwa bei Deep Space Nine, Babylon 5 und anderen, oft genutzt wurde.
- Deluxe Paint – eine der populärsten Grafiksoftware für Amiga, die in den 80er und 90er Jahren zur Erstellung von Pixel-Art und Animationen genutzt wurde.

Darüber hinaus ermöglichte die Integration von GNU-Hilfsprogrammen die Nutzung von AmigaOS als Unix-artiges Betriebssystem. In diesem Kontext wurden unter anderem der Texteditor vim und eine Reihe von GNU-Werkzeugen entwickelt. In den späten 1980er- und frühen 1990er-Jahren war AmigaOS eine bedeutende Entwicklungsplattform für die GNU-Community, insbesondere für den GCC.

### Aktuelle Entwicklungen und rechtliche Herausforderungen (2014–2025)
AmigaOS war im Laufe der Jahre immer wieder mit rechtlichen Herausforderungen konfrontiert. Eine der größten Auseinandersetzungen war die Rechtsstreitigkeit zwischen Hyperion Entertainment und der Cloanto Corporation sowie weiteren Beteiligten wie Amiga Inc. und Itec LLC, die Ansprüche am Betriebssystem geltend machten. Im März 2023 entschied ein US-Gericht zugunsten von Hyperion, indem es die Klage abwies, die aufgrund von Urheberrechtsverletzungen und Markenrechtsfragen eingereicht worden war.
Die Entwicklung von AmigaOS hat sich durch diese rechtlichen und finanziellen Turbulenzen nicht stoppen lassen.
Im Mai 2019 hatte Hyperion Entertainment die volle Eigentümerschaft am ReAction GUI Tool Kit, was mit der OS-Version 3.5 eingeführt wurde, übernommen. Im Dezember 2024 kündigte Hyperion Entertainment eine Konsolidierung ihrer finanziellen Lage und die Fortsetzung der Entwicklung von AmigaOS unter neuer Leitung an. Die ersten Schritte in diese Richtung waren bereits mit der Veröffentlichung von AmigaOS 3.2.2.1 im April 2023 unternommen worden, das kleinere Fehlerbehebungen und Optimierungen aus den vorherigen Versionen mit sich brachte.

## Architektur und Kernkomponenten

Netzwerkfähigkeiten

### Allgemeine Architektur
- AmigaOS ist ein Einzelbenutzer-Betriebssystem, das auf einem präemptiven Multitasking-Kernel basiert. Dieser Kernel trägt den Namen Exec und ermöglicht das effiziente Verwalten von Prozessen und Systemressourcen.
- Eine der Besonderheiten von AmigaOS ist, dass es eine enge Integration mit der Hardware bietet, die eine hohe Leistung und Flexibilität gewährleistet.

### Hauptkomponenten
Exec (Kernel)
Der zentrale Kernel von AmigaOS übernimmt das Management der Systemprozesse und bietet grundlegende Funktionen wie Multitasking, Speicherverwaltung und Task-Scheduling.
AmigaDOS
Ein Diskbetriebssystem, das die Interaktion mit Dateisystemen und Speichermedien regelt. Es stellt eine abstrakte Schnittstelle zur Hardware zur Verfügung und ermöglicht die Nutzung von Dateien und Ordnern.
Intuition (Fenster-System)
Das Fenstersystem von AmigaOS, das für die grafische Benutzeroberfläche zuständig ist. Intuition bietet Funktionen wie Fensterverwaltung, Benutzerinteraktionen und die Darstellung von grafischen Elementen.
Workbench
Der Desktop-Manager und Dateimanager, der die grafische Benutzeroberfläche (GUI) von AmigaOS bildet. Workbench ermöglicht den Zugriff auf Dateien und Programme, verwaltet die Arbeitsumgebung und bietet eine benutzerfreundliche Oberfläche für den Nutzer.

### Plattformübergreifende Unterstützung
- AmigaOS 4.x erfordert beispielsweise einen PowerPC-Prozessor, was eine Weiterentwicklung des Systems nach dem Ende von Commodore darstellt.
- Ältere Versionen des Systems unterstützten den Motorola 68000, was das ursprüngliche AmigaOS auf den ersten Geräten der Amiga-Serie (wie dem Amiga 1000) zum Leben erweckte.

### Besondere Merkmale und Innovationen
- AmigaOS war eines der ersten Betriebssysteme, das echtes präemptives Multitasking und cooperative Multitasking im Desktop-Bereich integrierte, was zu seiner Zeit eine technologische Innovation war.
- Es bot eine einzigartige Mischung aus Hardware- und Softwareintegration, die eine hohe Performance ermöglichte – besonders bei Multimedia-Anwendungen.

## Eigenschaften

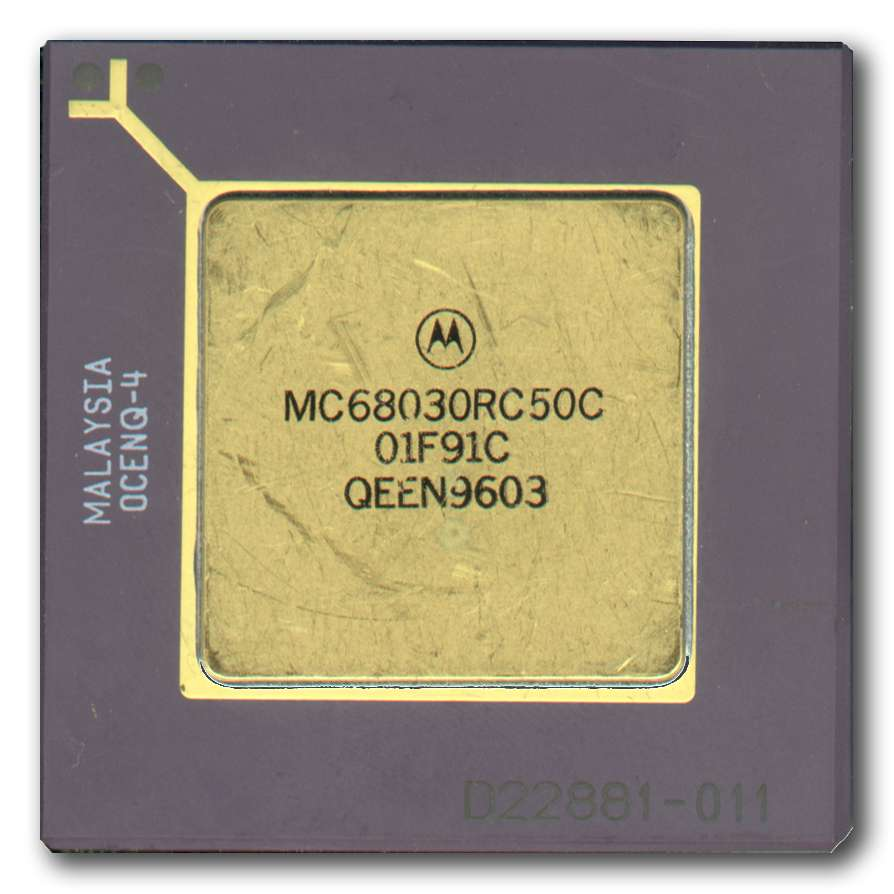
Motorola 68030 Mikroprozessor

Das AmigaOS hatte herausragende Eigenschaften, die in der Kombination lange Zeit von keinem anderen gebräuchlichen Betriebssystem erreicht wurden:
- sehr niedrige Hardwareanforderungen[19]
- 32-Bit-Architektur
- präemptives Multitasking ähnlich wie bei Unix-Rechnern (AmigaOS war neben Unix viele Jahre lang das einzige multitaskingfähige Desktop-Betriebssystem)
- Mikrokernel-Architektur mit nachladbaren shared Libraries und Gerätetreibern (Devices)
- Library-Aufrufe mit Versionskontrolle
- programmierbare Echtzeit-Interrupts mit geringer Latenzzeit
- programmierbare Dateisystemgeräte
- anwendungsunabhängige Druckertreiber – mangels Herstellerunterstützung entstand ein Markt für andere Hersteller. TurboPrint nutzt die dadurch entstandene Nische heute für Linux.
- anwendungsunabhängige Datentypentreiber. Über DataTypes wurde der Austausch von Daten als Plugin geregelt. Die Ermittlung des Datentyps war zudem vom Dateinamen unabhängig.
- fensterorientierte grafische Benutzeroberfläche
- mausorientiertes Boot-Menü – wurden dem System neue Festplatten mit Betriebssystem hinzugefügt, fragte es ab, von welcher das System zu starten war. Die gesamte Hardware-Erkennung (AutoConfig des Zorro-Busses – schon ähnlich wie bei PCI, zu Zeiten, als man beim IBM-PC noch typischerweise Jumper umstecken musste) erfolgte auch nach heutigen Maßstäben sehr schnell.
- anwendungsbezogene Desktops (sog. Screens) in unterschiedlicher Grafik- und Farbauflösung
- ab der Version 2.1 ist eine internationale Lokalisierung (i18n) dynamisch möglich
- internationaler 8-Bit-Zeichensatz nach ISO 8859-1
- vollständige Abstraktion des Datenspeichers von der Hardware: Spricht man Datenträger über den Namen an, ist es bei Wechseldatenträgern unerheblich, in welchem Laufwerk sie sich befinden, und wenn sie nicht angemeldet sind, werden sie vom Benutzer angefordert – in dieser Form gibt es diese Fähigkeit nur bei AmigaOS.
- standardisierte Prozesskommunikation per ARexx, einer hochkompatiblen REXX-Variante.

Die ersten Motorola-68k-CPUs stellten noch keine Memory Management Unit zur Verfügung. Deshalb musste AmigaOS ohne Speicherschutz auskommen – was allerdings Mitte der 1980er im Heimcomputersegment auch noch kein Thema war.
Die Workbench wurde nicht zwingend zum Funktionieren des Computers benötigt, da der Betriebssystemkern und viele Systembibliotheken im Kickstart-ROM enthalten waren, weshalb viele Computerspiele direkt von der Kickstart geladen wurden, um mehr Hauptspeicher nutzen zu können. Dadurch wurden allerdings die Multitasking-Eigenschaften des Betriebssystems außer Funktion gesetzt.

## Von AmigaOS abgeleitete Systeme

AmigaOS im Verhältnis zu anderen Systemen

AROS und AfA
AROS Research Operating System (AROS) ist ein Projekt, eine quelloffene, zu AmigaOS 3.1 kompatible Umgebung auf x86- und anderen CPUs nachzubilden. Obwohl es nicht binärkompatibel mit AmigaOS ist, können durch die genaue Abbildung der AmigaOS-API Amiga-Programme durch eine einfache Neukompilation auf AROS portiert werden.

In Form von AfA (AROS for AmigaOS) existiert außerdem ein Projekt, mit dem angestrebt wird, die von AROS eingeführten Neuerungen per Rückportierung auch unter AmigaOS und auf dem Emulator WinUAE verfügbar zu machen. Bei ApolloOS (ehemals AROS Caffeine) handelt es sich um eine schnelle, spezialisierte AROS-Version, die direkt auf den Amiga-Chipsatz und den 68K zugreift, anstatt den AROS-HAL zu nutzen. Es ist zudem auch für den Raspberry Pi 400 verfügbar.
MorphOS
Eine Alternative zur Ausführung von 68k-AmigaOS-3.1-Programmen auf aktueller PowerPC-Hardware in Form der Pegasos-Rechnerfamilie ist MorphOS. Für die Ausführung von nativer PowerPC-Software verwenden AmigaOS 4 und MorphOS unterschiedliche Ansätze, die nicht miteinander kompatibel sind. Durch Bereitstellung wechselseitiger Emulationsansätze (OS4Emu bzw. ppclibemu) wird hier von dritter Seite an Lösungen gearbeitet, die mangels Bereitschaft zur offiziellen Kooperation allerdings eher ein prototypenhaftes Nischendasein führen.
pOS
pOS war ein plattformübergreifendes Closed-Source-Betriebssystem mit Kompatibilität auf Quellcode-Ebene mit bestehender Amiga-Software.
BeOS
bietet auch eine zentralisierte Datentypstruktur ähnlich wie Easy Open von MacOS Easy Open, nachdem alte Amiga-Entwickler Be gebeten hatten, den Amiga-Datatype-Dienst zu übernehmen. Es ermöglicht dem gesamten Betriebssystem, alle Arten von Dateien (Text, Musik, Videos, Dokumente usw.) mit Standarddateideskriptoren zu erkennen. Das Datentyp-System bietet dem gesamten System Standard-Loader und Saver für diese Dateien, ohne dass mehrere Dateiladefunktionen in ein einzelnes Programm eingebettet werden müssen.
AtheOS
wurde von AmigaOS inspiriert und sollte ursprünglich ein Klon von AmigaOS sein. Syllable ist eine Abspaltung von AtheOS und enthält einige AmigaOS- und BeOS-ähnliche Eigenschaften.